# Évacuations des civils au Japon pendant la Seconde Guerre mondiale

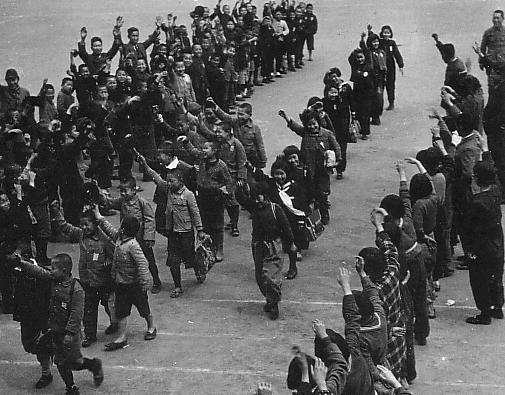
Évacuation d'écoliers en août 1944

Les évacuations des civils au Japon pendant la Seconde Guerre mondiale concernent environ 8,5 millions de civils japonais déplacés de leurs foyers entre 1943 et 1945 à la suite des bombardements stratégiques sur le Japon effectués par l'United States Army Air Forces (USAAF) durant la Seconde Guerre mondiale. Ces évacuations commencent en décembre 1943 dans le cadre du programme gouvernemental volontaire pour préparer les principales villes du pays aux bombardements en évacuant les enfants, les femmes et les personnes âgées vers les villes rurales. Après que les bombardiers américains ont commencé à dévaster des villes entières en 1945, des millions d'autres civils fuient à la campagne.

## Contexte
Avant la guerre du Pacifique et pendant les premières années de ce conflit, le gouvernement japonais accordait peu d'importance à la préparation de mesures de sécurité civile en cas de raids aériens sur le pays. La ligne directrice préparée pour les civils les appelait à rester dans les villes attaquées pour combattre les incendies consécutifs aux raids incendiaires dans le cadre des associations de quartier.
La série de défaites subies par l'armée japonaise pendant la seconde moitié de 1942 et 1943 a conduit à la mise en place de politiques visant à protéger les civils contre les attaques aériennes. Ces mesures prévoyaient le début des attaques sur les îles japonaises si les îles Mariannes étaient prises par les États-Unis. À la fin de 1943, le gouvernement du Japon a préparé des plans d'évacuation du personnel non essentiel de Tokyo, Nagoya, Osaka et des villes du nord de Kyūshū. Le premier ministre Hideki Tōjō s'oppose d'abord à la mise en œuvre de ces plans en raison des dommages qu'ils sont susceptibles de causer au moral et à la cohésion de la famille mais les accepte finalement afin de minimiser les pertes civiles de telle sorte que la population du Japon puisse être régénérée pour les guerres futures. Le gouvernement japonais décide officiellement de commencer les évacuations le 15 octobre 1943.

## Évacuations
Le gouvernement lance un programme d'évacuation volontaire en décembre 1943 qui encourage les personnes âgées, les enfants et leurs mères à quitter les principales villes et à rester dans les maisons d'amis et de parents dans les zones rurales. Le gouvernement fournit cependant peu d'aide aux civils pour leur évacuation,. Peu de personnes sont évacuées jusqu'au premier raid par des bombardiers lourds américains sur le Japon, l'attaque sur Yahata en juin 1944, raid après lequel le gouvernement exhorte les familles à évacuer leurs enfants. En conséquence, 459 000 enfants et leurs parents déménagent pour rester avec des amis et des parents. Pour les familles sans contacts dans la campagne, des classes entières sont évacuées comme groupes accompagnés par leurs enseignants. En août 1944, 333 000 enfants ont été réinstallés dans des régions rurales où ils poursuivent leurs études dans les auberges, les temples et autres bâtiments publics. 343 000 résidents urbains supplémentaires sont forcés de quitter leurs maisons quand elles ont été détruites pour créer des pare-feu. Ces personnes soit se déplacent vers la campagne soit vivent dans un logement temporaire à proximité de leur lieu de travail.
Le nombre de personnes évacuées augmente considérablement en 1945. L'historien Thomas RH Havens a écrit que l'évacuation des civils japonais hors des villes dans les derniers mois de la guerre était l'« une des grandes migrations de l'histoire ». À la suite du bombardement incendiaire de Tokyo les 9 et 10 mars 1945, tous les élèves de la troisième à la sixième année sont contraints de quitter les grandes villes et 87 pour cent d'entre eux ont été transférés à la campagne au début du mois d'avril. Alors que la campagne américaine de bombardement se poursuit, des millions de civils japonais fuient leurs maisons vers les zones rurales, débordant les plans d'évacuation du gouvernement. En juin 1945, des millions de civils japonais sont devenus sans-abri à la suite des raids aériens et l'évacuation des survivants signifie que de nombreuses usines restantes sont incapables de trouver suffisamment de travailleurs. Entre les mois de juin et août 1945, les bombardiers américains larguent des tracts de propagande sur plusieurs villes japonaises avertissant qu'elles seraient bombardées et exhortant les civils à évacuer. Cela persuade de nombreux habitants des villes de partir et réduit la confiance du public dans l'armée japonaise tout en convainquant les civils que les Américains tentent de minimiser les pertes,. Dans l'ensemble, 8,5 millions de civils japonais ont été déplacés à la suite des raids américains, dont 120 000 habitants de Hiroshima sur une population de 365 000 qui évacuent la ville avant le largage de la bombe atomique en août 1945.

### Difficultés propres aux élèves évacués
Une fois que les élèves ont été évacués à la campagne, ou du moins dans des cités extérieures aux villes plus grandes et plus industrialisées, nombre d'entre eux vont travailler dans les usines où le travail non qualifié est nécessaire en vertu des officielles « Politique de mobilisation pour le travail » et « Politique de mobilisation des étudiants ». Dans la plupart des cas, les élèves sont d'authentiques bénévoles qui adressent une pétition à leurs enseignants et directeurs d'école en tant que groupe pour leur permettre de travailler dans des complexes industriels qui pourraient les accepter. Les élèves intègrent ensuite des dortoirs situés près du complexe de l'usine. Les strict horaires quotidiens assurent que les enfants se réveillent, nettoient leurs quartiers, mangent des repas et partent à leurs quarts de travail et ont le temps pour l'hygiène du soir en groupes. Les parents sont réticents à protester car on croit que les usines financées par l'armée peuvent fournir aux enfants des repas plus nourrissants et parce que ces protestations pourraient attirer l'attention de la kempeitai (police secrète) et susciter des soupçons de déloyauté ou de subversion.
De l'été 1944 jusqu'en février 1945, des lycéennes travaillent dans ou à proximité de Kokura à la fabrication de ballons porteurs de bombes à travers le Pacifique où ils doivent exploser aux États-Unis,. Les filles travaillent en deux équipes de 12 heures et, contrairement à leurs attentes, il y a peu de nourriture disponible. Certaines souffrent finalement de malnutrition. Peu de temps après l'obtention du diplôme au printemps de 1945, une participante estime qu'un dixième de ses camarades de classe est mort, tandis que d'autres souffrent de tuberculose, névralgie, rachitisme et montrent des symptômes de fatigue excessive à la suite de l'exposition aux produits chimiques utilisés dans la fabrication des ballons.
D'autres défis attendent les enfants trop jeunes pour travailler dans des usines ou évacués vers des zones où il n'y a pas d'usines qui pourraient accepter ces travailleurs élèves. Les exigences des militaires et un strict système de rationnement signifie que même à la campagne la nourriture est rare. Le passage des centres urbains aux calmes et bucoliques villages signifie que les enfants sont victimes d'un sens de l'aliénation comme ils doivent faire face à un environnement inconnu, au ressentiment croissant de leurs familles d'accueil et aux moqueries des enfants locaux quand il est question de différence des accents ou de leur ignorance concernant les tâches agricoles. Un enseignant évacué avec ses étudiants en 1945 a tenu un journal et noté le passage progressif dans les activités quotidiennes de l'éducation à l'agriculture et à des activités de chasseur-cueilleur. À l'été 1945, les élèves se préparent même pour l'éventuelle invasion du Japon en s'entraînant au combat avec des lances de bambou et en lançant des pierres sur des cibles. Les élèves passent une partie de chaque journée à cultiver des jardins et de temps à autre sont envoyés à la recherche de choses telles que de l'écorce de wisteria ou des pousses ou écorces de bambou. D'autres jours, ils font du charbon de bois et le rapportent d'une lointaine montagne. Les devoirs en classe comprennent la rédaction de lettres destinées aux soldats du front.

## Après-guerre
Une fois la guerre terminée, tout a été fait pour informer les enfants du nombre des membres de leur famille perdus dans les raids aériens. Les parents ont commencé à retourner dans les villes et à récupérer leurs enfants. Pour les familles qui avaient perdu un parent ou leur foyer, plus de temps a été nécessaire, parfois des semaines, avant de pouvoir localiser l'enfant qui les attendait. Pour les enfants qui avaient perdu leurs deux parents et tous leurs frères et sœurs, cela pouvait prendre des mois avant qu'un cousin ou un oncle puisse être trouvé qui soit prêt à prendre l'enfant chez lui. Les orphelins, comme les vétérans déplacés, sont devenus une question de bien-être social et un symbole visible de la défaite dans la période d'après-guerre.